# Hogna defucata
Hogna defucata là một loài nhện trong họ Lycosidae.
Loài này thuộc chi Hogna. Hogna defucata được Carl Friedrich Roewer miêu tả năm 1959.